# 杨家镇 (简阳市)
杨家镇，原为新市镇，是四川省简阳市下辖的一个乡镇级行政单位。2019年12月，将新市镇更名为杨家镇。

## 行政区划
杨家镇下辖以下地区：
和平村、民会村、长安村、土桥村、松树村、红鹤村、桐子湾村、紫金村、金星村、界牌村、常家坪村、农场村、下马滩村、荆洲坝村、互助村、三江坝村、新庙子村和庙子沟村。